# Mesophylla macconnelli
Mesophylla macconnelli är en fladdermusart som beskrevs av Thomas 1901. Mesophylla macconnelli är ensam i släktet Mesophylla som ingår i familjen bladnäsor. Inga underarter finns listade i Catalogue of Life. Wilson & Reeder (2005) skiljer mellan två underarter.

## Utseende
Denna fladdermus blir 40 till 50 mm lång (huvud och bål), har 29 till 34 mm långa underarmar och väger 5 till 9 g. Arten saknar svans. Den tjocka pälsen har på huvudet och på ovansidan en ljusbrun till vitaktig färg och den blir fram till bakdelen mörkare. Undersidan är ännu ljusare till vit. Mesophylla macconnelli har en gråbrun flygmembran. Påfallande är den gula färgen på öronen, på hudfliken vid näsan (bladet) och på delar av underarmarna, inklusive tummen. Det som skiljer arten från alla andra bladnäsor är konstruktionen av gommen som bildas bland annat av en porös benplatta.
Arten kan skiljas från Vampyressa pusilla genom att den saknar en ljus strimma i ansiktet. Dessutom är den del av flygmembranen som ligger mellan bakbenen naken. De inre knölarna på de andra molarerna i underkäken är hos Mesophylla macconnelli små eller de saknas helt. Hos Vampyressa är de däremot stora.

## Utbredning och habitat
Arten förekommer i Central- och Sydamerika från södra Nicaragua till Bolivia och till den brasilianska delstaten Mato Grosso do Sul. Den lever i låglandet och i bergstrakter upp till 1100 meter över havet. Mesophylla macconnelli vistas vanligen i ursprungliga städsegröna skogar och i delvis förändrade regnskogar. I torra landskap hittas den ibland nära vattendrag.

## Ekologi
Individerna vilar i träd eller i buskar. De bygger ett slags tält av stora blad från palmer. I tältet sover upp till åtta fladdermöss tillsammans. Enligt Walkers tillåter honor med ungar inga andra vuxna djur i boet men hos Kunz & Pena finns delvis motstridiga uppgifter. I reviret finns ofta flera tält och flockens medlemmar byter mellan dessa. Ett tält används vanligen 4 till 5 månader. Mera sällan utnyttjas trädens håligheter som viloplats. Mesophylla macconnelli äter främst frukter som kompletteras med pollen.
Honor har en kull med en unge per år. Tidpunkten för födelsen varierar beroende på utbredning.

## Bevarandestatus
Denna fladdermus har bra förmåga att anpassa sig till landskapsförändringar. IUCN kategoriserar arten globalt som livskraftig.